# Oquonie
Oquonie est un jeu vidéo d'aventure développé par Devine Lu Levinga et Rekka Bellum, sorti en 2014 sur iOS. En 2023 Devine et Rekka ont porté le jeu sur leur fantasy console, Uxn.

## Accueil

### Critique
- Canard PC : 9/10[2]

### Prix
Le jeu a été nommé à l'Independent Games Festival 2015 dans la catégorie Excellence en Arts visuels.